# البق السابح ظهريا
فصيلة البق السابح ظهرياً أو سابحات ظهرية أو العائمات الظهرية (الإسم العلمي:Notonectidae)، هو فصيلة من الحشرات تتبع رتيبة متباينات الأجنحة ضمن رتبة نصفيات الأجنحة. سُميت بهذا الاسم لأن أنواع الفصيلة تسبح في برك المياه على ظهرها، ينتشر في أوروبا وخاصة في المملكة المتحدة، تحتوي هذه الفصيلة على فُصيلتان (أسرتان) وثمانية أجناس.